# Darwin Award
De Darwin Award (vertaald: de "Darwinonderscheiding") is een cynische "eer" die wordt gegeven aan mensen die "bijdragen" aan de menselijke evolutie door zichzelf op een spectaculair domme manier te laten verongelukken en dus de mogelijkheid om zichzelf voort te planten verliezen. De prijs is genoemd naar Charles Darwin, de grondlegger van de evolutietheorie. Er is geen geldprijs aan verbonden, alleen postume erkenning of eervolle vermelding.
De toekenning van de prijs is de verantwoordelijkheid van de Amerikaanse Wendy Northcutt, die sinds 1993 de website darwinawards.com beheert.
De gedachte achter de prijs is dat de persoon zo dom is dat hij een levend bewijs is van evolutie in uitvoering. Zijn of haar (ondermaatse) genen worden door de persoon zelf dus uit de genenpoel verwijderd.

## Voorwaarden
Er zijn in principe vijf voorwaarden waaraan voldaan moet worden om in aanmerking te komen voor een Darwin Award:
1. De genomineerde moet overleden of onvruchtbaar geraakt zijn.
2. De genomineerde daad moet een geval van een verschrikkelijk slecht inschattingsvermogen zijn.
3. De dood of verminking moet zelf toegebracht zijn. Iemand anders doden of verwonden is niet geldig.
4. De genomineerde moet een volwassene zijn zonder psychische handicap of achterstand.
5. De gebeurtenis moet te verifiëren zijn.

Er bestaat enige discussie over genomineerden met nakomelingen. Wanneer de genomineerde nakomelingen heeft, dan is er een kans dat de fatale genen zijn doorgegeven en dus nog aanwezig zijn in de genenpoel. De organisatie voert de volgende redenen aan om dergelijke nominaties toch goed te keuren:
- De genomineerde kan het fatale gen niet meer doorgeven aan nieuwe nakomelingen.
- De kans dat het fatale gen is doorgegeven aan één nakomeling is 50 procent. De nakomelingen hoeven dus niet per se het fatale gen te hebben.
- Gedrag is voor een deel genetisch bepaald, voor een deel aangeleerd. De kans is groot dat een kind dat het fatale gen niet heeft van de ouder die het juist wél heeft leert om fataal gedrag te vertonen. Maar als een ouder omkomt als gevolg van fataal gedrag is de kans groot dat een kind dat gedrag zal vermijden.
- Een nakomeling die het fatale gen heeft, loopt grote kans om uiteindelijk zichzelf uit te schakelen.

## Genomineerden en winnaars

### Nederland
Ook Nederlanders (en/of gebeurtenissen in Nederland) zijn voorgedragen voor een Darwin Award, zoals:
- 8 april 2004 (nominatie, geen award): Een 20-jarige man klom boven op de Martinitoren van Groningen op de balustrade om indruk te maken op zijn 24-jarige vriendin. Hij gleed uit (geholpen door de wind) en viel 60 meter.[3] Achteraf zou gebleken zijn dat deze actie onterecht is genomineerd, omdat het om moord door de vriendin zou gaan.[4] Onderzoek door TNO wees later uit dat door de stand van het lichaam tijdens de val moord (of zelfs een ongeval) onwaarschijnlijk is, en dat het om zelfmoord zou gaan.[5] De vrouw is uiteindelijk vrijgesproken.[6]
- 12 april 2004 (nominatie, geen award): Een 19-jarige man rijdende op de A67 nabij Deurne wilde indruk maken op zijn medepassagiers door bij een snelheid van circa 30 km/u uit de rijdende auto te stappen, er even naast te rennen, en dan weer in te stappen. Helaas viel hij al bij het uitstappen plat op zijn gezicht. Hij werd naar het ziekenhuis gebracht met zwaar hersenletsel, waaraan hij de volgende dag overleed.[7] Ook bleek er geen sprake te zijn van cruise control, zoals de Darwin Awards-site ten onrechte vermeldt.[8]
- 1 januari 2007 (nominatie, geen award): Een 36-jarige man ontstak legaal in België gekocht, elektronisch precisie-vuurwerk - dat met een elektronische ontsteking werkt in plaats van met een lont - met een open vlam, terwijl zijn hoofd er pal boven hing. Door de hitte ontstak het vuurwerk direct en nam het gezicht van de onfortuinlijke man mee naar boven.[9][10]
- 1 januari 2010 (nominatie, geen award): Bij carbidschieten goot een 54-jarige man een fles vloeibare zuurstof op een vuurtje, om het lekker te laten opvlammen. De fles explodeerde.[11] Terwijl de Darwin Awards-site dit verhaal aanmerkt als confirmed true, blijkt dit toch niet helemaal het geval te zijn: er was geen sprake van carbidschieten, maar van het aanwakkeren van een vuurtje in een vuurkorf. Het slachtoffer overleed op 2 januari 2010 in het ziekenhuis.[12]
- 2 maart 2014 (dubbele award): 2 aangeschoten mannen daagden elkaar uit, op het treinstation in Rotterdam. Om 18:00 uur op zondagavond was het druk op het station met meer dan 300 voetbalfans die terugkwamen uit De Kuip, na een voetbalwedstrijd tussen Feyenoord en Ajax. De twee mannen stapten van het perron op het spoor. De heldhaftigste van de twee, ging tussen de rails liggen en wilde bewijzen dat de gehele trein hem zou passeren. Zijn vriend was iets minder zelfverzekerd en knielde alleen naast het spoor en hield zijn hoofd zo dicht mogelijk bij de plek waarvan hij dacht dat het profiel van de trein zou zijn. Uiteindelijk bleek dat de intercitytrein die na enkele seconden aankwam, zowel lager als breder was, dan ze dachten. Beide mannen waren op slag dood.[13]

### België
- November 2002 (nominatie, geen award): Een gepensioneerde man plaatste boobytraps in zijn huis, waarschijnlijk om zijn familie, van wie hij vervreemd dan wel gescheiden was, om te brengen. Hij doodde zichzelf toen er een boobytrap afging.[14]
- 26 september 2009 (Darwin Award 2009-winnaar): Twee criminelen die een geldautomaat in Dinant wilden opblazen, gebruikten daarvoor te veel dynamiet. Een overvaller had hoofdtrauma en overleed in het ziekenhuis. De andere overvaller werd na 12 uur gevonden. Daarvoor ging de politie ervan uit dat hij was ontkomen.[15]
- 1 november 2009 (nominatie, geen award): Een 37-jarige man wilde verzekeringsfraude plegen. Hij belde de politie dat hij werd aangevallen op een snelweg in de buurt van Luik. Vervolgens stak hij zijn auto in brand, en stak zichzelf met een mes. Hierbij raakte hij een slagader in zijn nek. Toen de politie ter plaatse kwam, was de man al overleden.[16]

## Film
In 2006 bracht regisseur Finn Taylor de film The Darwin Awards uit, met onder meer David Arquette, Joseph Fiennes en Juliette Lewis. Een forensisch inspecteur en een controleur van verzekeringsclaims onderzoeken daarin gevallen van potentiële Darwin Award-winnaars.

## Boeken
Er zijn al verschillende boeken uitgebracht met daarin 'winnaars' van de Darwin Award. Verschenen zijn:
- Darwin Awards: Evolution in Action - Wendy Northcutt (2000)
- Darwin Awards II: Unnatural Selection - Wendy Northcutt (2001)
- Darwin Awards III: Survival of the Fittest - Wendy Northcutt (2003)
- Darwin Awards IV: Intelligent Design - Wendy Northcutt (2006)